# Fubine Monferrato
Fubine Monferrato – miejscowość i gmina we Włoszech, w regionie Piemont, w prowincji Alessandria.
Według danych na styczeń 2010 gminę zamieszkiwały 1683 osoby przy gęstości zaludnienia 65,9 os./1 km².